# Jindřich I. Portugalský
Jindřich I. Portugalský (portugalsky Dom Henrique, O Grande Inquisidor, 31. ledna 1512, Lisabon – 31. ledna 1580, Almeirim) byl portugalský král v letech 1578–1580.

## Biografie
Jindřich se narodil jako pátý syn (osmé dítě) portugalského krále Manuela I. a jeho druhé manželky Marie Aragonské a jako takový si nečinil naděje na následnictví trůnu. Podobně jako řada mladších synů z panovnických rodů nastoupil duchovní kariéru a vzal si za své v tomto směru hájit portugalské zájmy v době, kdy vůdčí roli v katolické církvi na Iberském poloostrově hrálo Španělsko. Rychle vystoupal po žebříčku církevní hierarchie. Byl arcibiskupem v Braze, prvním arcibiskupem v Évoře a konečně arcibiskupem v Lisabonu. V letech 1539–1578 byl v pořadí druhým generálním (hlavním) inkvizitorem v Portugalsku a v této funkci byl oproti svému předchůdci důsledný, s čímž souvisely inkviziční procesy. Jeho role hlavního inkvizitora i krále byla hlavními portugalskými historiky zejména v 19. století, např. Alexandrem Herculanem, hodnocena značně negativně.
Byl vybrán za jednoho ze dvou favoritů na následnictví na papežský stolec na obou konkláve konaných v roce 1555, třebaže se neúčastnil ani jednoho z nich (Jindřichův bratr, portugalský král Jan III. poprosil svého bratrance, císaře Karla V., aby podpořil jeho kandidaturu při nákupu hlasů kardinálů).
Byl stoupencem nezávislosti Portugalska, avšak přivedl do země jezuity a využíval je rovněž v zámořských portugalských državách. V roce 1559 založil druhou, jezuitskou portugalskou universitu v Évoře, tedy ve městě, kde sídlil hlavní tribunál inkvizice a kde do konce 15. století koexistovaly největší komunity Židů i Maurů v zemi. V letech 1562–1568 byl regentem, když pečoval o nezletilého infanta Sebastiána I., vnuka svého nejstaršího bratra, krále Jana III. Když v roce 1578 mladý a bezdětný Sebastián zahynul v tragické bitvě u Alcácer-Quibir, vstoupil po obdržení zprávy o synovcově smrti v klášteře v Alcobaçe 28. srpna Jindřich na trůn Portugalska.
Když se takto neočekávaně ve svých šedesáti šesti letech stal portugalským králem, hledal způsob, jak zajistit následnictví dynastie Avis. V rámci těchto snah žádal papeže o zproštění kněžského slibu se záměrem uzavřít manželství a zplodit následníka, avšak papež Řehoř XIII. jeho žádosti nevyhověl, jsa zavázán Habsburkům, v jejichž zájmu bylo, aby portugalský trůn zůstal prázdný. Přes tyto závažné problémy s následnictvím, ani přes svůj pokročilý věk, Jindřich I. nikdy nástupcem neustavil svého synovce Antonína (1531–1595), neboť neuznal jeho legitimitu: Antonín byl synem staršího Jindřichova bratra Luise, vévody z Beji (1506–1555), matematika a architekta i vyhlášeného válečníka, a Violanty Gómez, konvertované židovky z Évory, mezi nimiž nebyl patrně nikdy uzavřen sňatek. Po otci se Antonín stal velmistrem Maltézského řádu v Portugalsku.
Král-kardinál zemřel 31. ledna roku 1580, po necelém roce a půl vlády dříve, než byl vybrán jeho nástupce. Jindřichovou smrtí nastala nástupnická krize, v níž se o práva k portugalskému trůnu se hlásili různí uchazeči. Kromě Antonína byl jedním z hlavních pretendentů španělský král Filip II., jehož ostatně vybrala i Regentská rada, ustanovená po Jindřichově smrti, avšak Antonín se nechal 24. července v Santarému prohlásit králem. Již o měsíc později však Filip uplatnil vedle práva, daného mu výběrem Regentské rady, i právo síly a vyslal vévodu z Alby, aby Portugalsko dobyl. Antonín byl v bitvě u Alcántary u Lisabonu poražen, následně padl velmi rychle i Lisabon a Filip se stal jako Filip I. portugalským králem, ovšem pod podmínkou, že se Portugalsko včetně jeho dalších zámořských teritorií nestanou španělskými provinciemi.

### Vývod z předků
|                         |                         |  |                        |                              |  |  |  |  |  |  |  | Eduard I. Portugalský |
|                         |                         |  |                        |                              |  |  |  |  |  |  |  |                       |
|                         | Eduard I. Portugalský   |  |                        |                              |  |  |  |  |  |  |  |                       |
|                         |                         |  |                        |                              |  |  |  |  |  |  |  |                       |
|                         |                         |  |                        | Eleonora Aragonská           |  |  |  |  |  |  |  |                       |
|                         |                         |  |                        |                              |  |  |  |  |  |  |  |                       |
|                         | Ferdinand Portugalský   |  |                        |                              |  |  |  |  |  |  |  |                       |
|                         |                         |  |                        |                              |  |  |  |  |  |  |  |                       |
|                         |                         |  |                        | Ferdinand I. Aragonský       |  |  |  |  |  |  |  |                       |
|                         |                         |  |                        |                              |  |  |  |  |  |  |  |                       |
|                         | Eleonora Aragonská      |  |                        |                              |  |  |  |  |  |  |  |                       |
|                         |                         |  |                        |                              |  |  |  |  |  |  |  |                       |
|                         |                         |  |                        | Eleonora z Alburquerque      |  |  |  |  |  |  |  |                       |
|                         |                         |  |                        |                              |  |  |  |  |  |  |  |                       |
|                         | Manuel I. Portugalský   |  |                        |                              |  |  |  |  |  |  |  |                       |
|                         |                         |  |                        |                              |  |  |  |  |  |  |  |                       |
|                         |                         |  |                        | Jan I. Portugalský           |  |  |  |  |  |  |  |                       |
|                         |                         |  |                        |                              |  |  |  |  |  |  |  |                       |
|                         | Jan Portugalský         |  |                        |                              |  |  |  |  |  |  |  |                       |
|                         |                         |  |                        |                              |  |  |  |  |  |  |  |                       |
|                         |                         |  |                        | Filipa z Lancasteru          |  |  |  |  |  |  |  |                       |
|                         |                         |  |                        |                              |  |  |  |  |  |  |  |                       |
|                         | Beatrix Portugalská     |  |                        |                              |  |  |  |  |  |  |  |                       |
|                         |                         |  |                        |                              |  |  |  |  |  |  |  |                       |
|                         |                         |  |                        | Alfons z Braganzy            |  |  |  |  |  |  |  |                       |
|                         |                         |  |                        |                              |  |  |  |  |  |  |  |                       |
|                         | Isabela z Braganzy      |  |                        |                              |  |  |  |  |  |  |  |                       |
|                         |                         |  |                        |                              |  |  |  |  |  |  |  |                       |
|                         |                         |  |                        | Beatriz Pereira de Alvim     |  |  |  |  |  |  |  |                       |
|                         |                         |  |                        |                              |  |  |  |  |  |  |  |                       |
| Jindřich I. Portugalský |                         |  |                        |                              |  |  |  |  |  |  |  |                       |
|                         |                         |  |                        |                              |  |  |  |  |  |  |  |                       |
|                         |                         |  | Ferdinand I. Aragonský |                              |  |  |  |  |  |  |  |                       |
|                         |                         |  |                        |                              |  |  |  |  |  |  |  |                       |
|                         | Jan II. Aragonský       |  |                        |                              |  |  |  |  |  |  |  |                       |
|                         |                         |  |                        |                              |  |  |  |  |  |  |  |                       |
|                         |                         |  |                        | Eleonora z Alburquerque      |  |  |  |  |  |  |  |                       |
|                         |                         |  |                        |                              |  |  |  |  |  |  |  |                       |
|                         | Ferdinand II. Aragonský |  |                        |                              |  |  |  |  |  |  |  |                       |
|                         |                         |  |                        |                              |  |  |  |  |  |  |  |                       |
|                         |                         |  |                        | Fadrique Enríquez de Mendoza |  |  |  |  |  |  |  |                       |
|                         |                         |  |                        |                              |  |  |  |  |  |  |  |                       |
|                         | Jana Enríquezová        |  |                        |                              |  |  |  |  |  |  |  |                       |
|                         |                         |  |                        |                              |  |  |  |  |  |  |  |                       |
|                         |                         |  |                        | Mariana Fernández z Córdoby  |  |  |  |  |  |  |  |                       |
|                         |                         |  |                        |                              |  |  |  |  |  |  |  |                       |
|                         | Marie Aragonská         |  |                        |                              |  |  |  |  |  |  |  |                       |
|                         |                         |  |                        |                              |  |  |  |  |  |  |  |                       |
|                         |                         |  |                        | Jindřich III. Kastilský      |  |  |  |  |  |  |  |                       |
|                         |                         |  |                        |                              |  |  |  |  |  |  |  |                       |
|                         | Jan II. Kastilský       |  |                        |                              |  |  |  |  |  |  |  |                       |
|                         |                         |  |                        |                              |  |  |  |  |  |  |  |                       |
|                         |                         |  |                        | Kateřina z Lancasteru        |  |  |  |  |  |  |  |                       |
|                         |                         |  |                        |                              |  |  |  |  |  |  |  |                       |
|                         | Isabela Kastilská       |  |                        |                              |  |  |  |  |  |  |  |                       |
|                         |                         |  |                        |                              |  |  |  |  |  |  |  |                       |
|                         |                         |  |                        | Jan Portugalský              |  |  |  |  |  |  |  |                       |
|                         |                         |  |                        |                              |  |  |  |  |  |  |  |                       |
|                         | Isabela Portugalská     |  |                        |                              |  |  |  |  |  |  |  |                       |
|                         |                         |  |                        |                              |  |  |  |  |  |  |  |                       |
|                         |                         |  |                        | Isabela z Braganzy           |  |  |  |  |  |  |  |                       |
|                         |                         |  |                        |                              |  |  |  |  |  |  |  |                       |